# 오봉종택
오봉종택(梧峰宗宅)은 대한민국 경상북도 의성군 봉양면 구미리에 있는 조선시대의 건축물이다. 1987년 5월 13일 경상북도의 문화재자료 제187호로 지정되었다.

## 개요
종택에는 오봉 신시제(1562∼1624)의 위패를 모신 사당이 있다.
그는 문과에 급제하고 예안 현감을 지냈으며 임진왜란이 일어나자 의병을 모집하여 일본군과 맞서 싸웠다. 수령으로 제임할 때 많은 치적을 남겼고 의성에 근무할 때 ‘장대서원’을 세워 지방고을 자제의 교육에 힘썼다.
이 건물은 아주 신씨의 종가인 낙선당과 담장 하나를 사이에 두고 있는데 사당은 10여 개의 돌계단을 오르면 4각으로 두른 흙담장 중앙에 정남향을 향하고 있으며, 종택의 중심건물인 낙선당과 담장 하나를 사이에 두고 있다.

## 같이 보기
- 신시제

## 참고 자료
- 오봉종택 - 국가유산청 국가유산포털